# Maria (West Side Story)
Maria è una canzone del 1956 del musical di Broadway West Side Story. Il musical ha musiche di Leonard Bernstein e i versi sono di Stephen Sondheim.

## Storia
La canzone è cantata nel cuore del primo atto da Tony, il protagonista maschile, dopo aver conosciuto Maria ad una festa ed essersi innamorato di lei. Quando gli amici gli dicono che il nome della ragazza è Maria, Tony  comincia a cantare. Nel corso della canzone, il nome Maria è ripetuto 27 volte.
Scritto originariamente in Si maggiore da Bernstein, ma successivamente abbassato di mezzo tono in Si bemolle maggiore per la produzione Original Broadway, che poi modula rispettivamente in Re maggiore. Nel film del 1961, tuttavia, la canzone era nella tonalità di La maggiore con la modulazione in Re bemolle maggiore.
La canzone è ampiamente conosciuta per il suo uso dell'intervallo melodico di un tritono nel tema principale. La canzone è un esempio dell'uso della modalità Lidia, che è la stessa della scala maggiore ma con una quarta rialzata, che conferisce il caratteristico tritono di questo pezzo.

## Interpreti famosi
- Larry Kert, primo interprete a Broadway.
- Don McKay, primo interprete a Londra.
- Richard Beymer, nella versione cinematografica
- José Carreras
- George Chakiris
- Perry Como
- Michael Crawford (in un medley di West Side Story)
- Vic Damone
- Plácido Domingo
- Andrea Bocelli nel suo album Cinema
- Sergio Franchi nel suo album Women in My Life[2]
- Marvin Gaye
- Karel Gott
- Josh Groban
- David Habbin
- Jay and the Americans
- Ramin Karimloo
- Stan Kenton
- Larry Kert
- Johnny Mathis[3]
- Matt Monro
- Gene Pitney
- P. J. Proby
- Buddy Rich
- Peter Tevis
- Sarah Vaughan
- Matt Cavenaugh
- Arturo Testa

È stato anche campionato nella canzone Almost Like Praying di Lin-Manuel Miranda.